# Amor Absoluto
Amor Absoluto é o décimo álbum de estúdio do cantor brasileiro Daniel em carreira solo. Foi lançado em 14 de julho de 2006 pela Warner Music. Teve como sucessos as canções "Quem Diria, Hein?", "Que Qui Tem, Que Qui Tem", "Quando Acaba Uma Paixão", a faixa-título "Amor Absoluto", "Tem Alguém no Seu Lugar" e "A Primeira Letra".

O álbum recebeu uma indicação ao Grammy Latino na categoria Melhor Álbum de Música Romântica.

## Lista de faixas
| N.º            | Título                       | Compositor(es)                    | Duração |  |
| 1.             | "A Primeira Letra"           | Lucimar / Monalisa                | 3:25    |  |
| 2.             | "Quem Diria, Hein?"          | Bruno / João Victor               | 3:00    |  |
| 3.             | "Quando Acaba Uma Paixão"    | César Lemos                       | 3:29    |  |
| 4.             | "É de Cair o Queixo"         | Zé Henrique / Deda                | 3:22    |  |
| 5.             | "Descarados Sem Juízo"       | Ivan Medeiros                     | 3:15    |  |
| 6.             | "Quebradeira"                | Zé Henrique / Ivan Medeiros       | 3:03    |  |
| 7.             | "Esperando Neném"            | Dedé Badaró / Chico Amado         | 3:58    |  |
| 8.             | "Inexplicável"               | Zé Henrique / Rick                | 3:51    |  |
| 9.             | "Amor Absoluto"              | Zé Henrique / Ivan Medeiros       | 3:32    |  |
| 10.            | "Caipirinha"                 | Tony Martins / Kleber / Tiãozinho | 3:29    |  |
| 11.            | "Homem Maduro"               | Rick                              | 3:49    |  |
| 12.            | "É Melhor Pingar Que Secar"  | Waldir Luz / Sérgio Wagner        | 3:09    |  |
| 13.            | "Tem Alguém no Seu Lugar"    | Chico Amado / Carlos Colla        | 3:24    |  |
| 14.            | "Que Qui Tem, Que Qui Tem"   | Jovelino Lopes                    | 3:45    |  |
| 15.            | "Pago Pra Ver" (faixa bônus) | Jovelino Lopes                    | 2:45    |  |
| Duração total: | Duração total:               | Duração total:                    | 51:13   |  |

## Prêmios e indicações
| Ano  | Premiação     | Categoria                        | Resultado | Ref.        |
| ---- | ------------- | -------------------------------- | --------- | ----------- |
| 2006 | Grammy Latino | Melhor Álbum de Música Romântica | Indicado  | [ 4 ] [ 5 ] |